# Evangelische Kirche (Niederbieber)

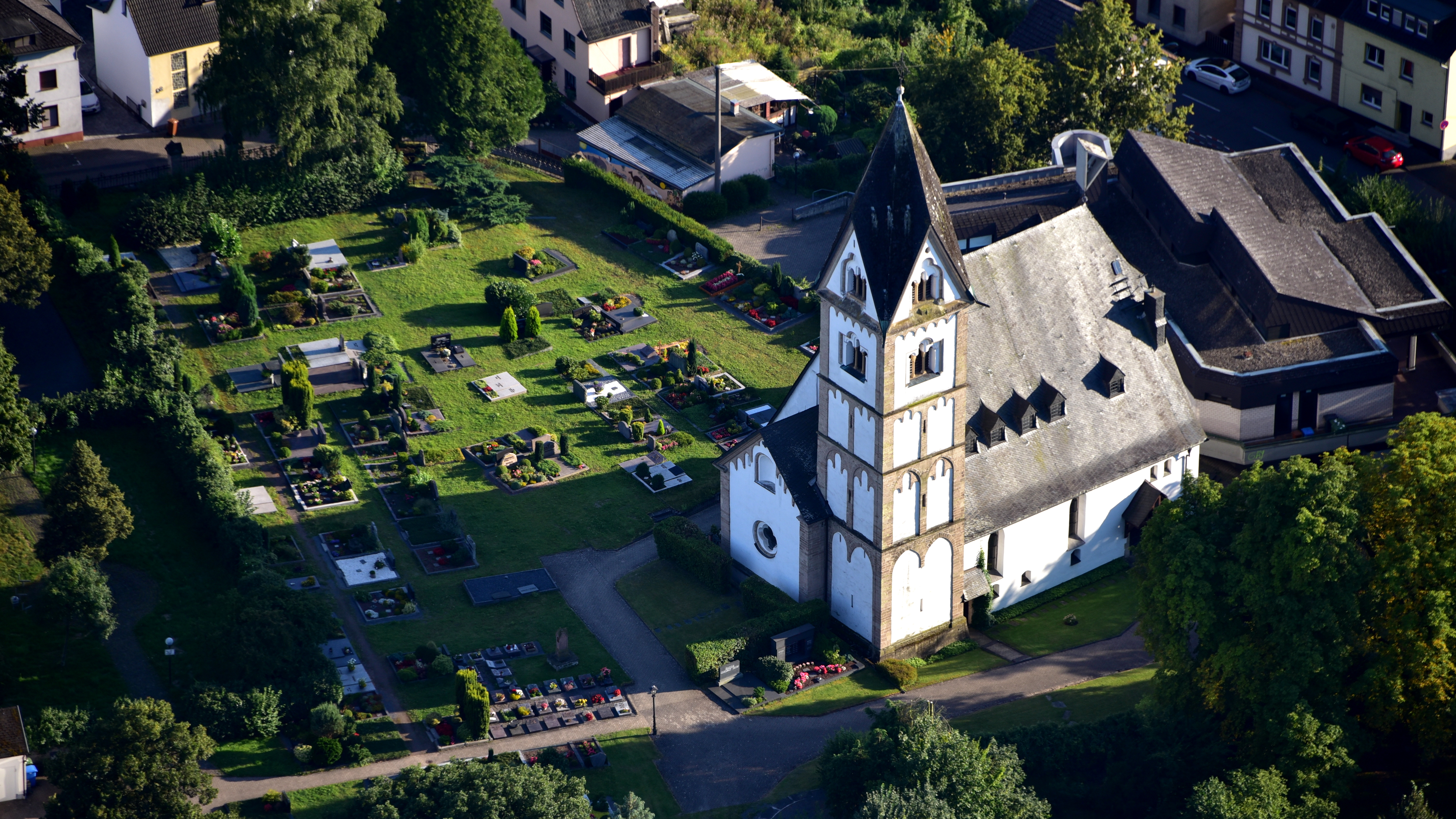
Evangelische Kirche (Niederbieber), Luftaufnahme (2016)

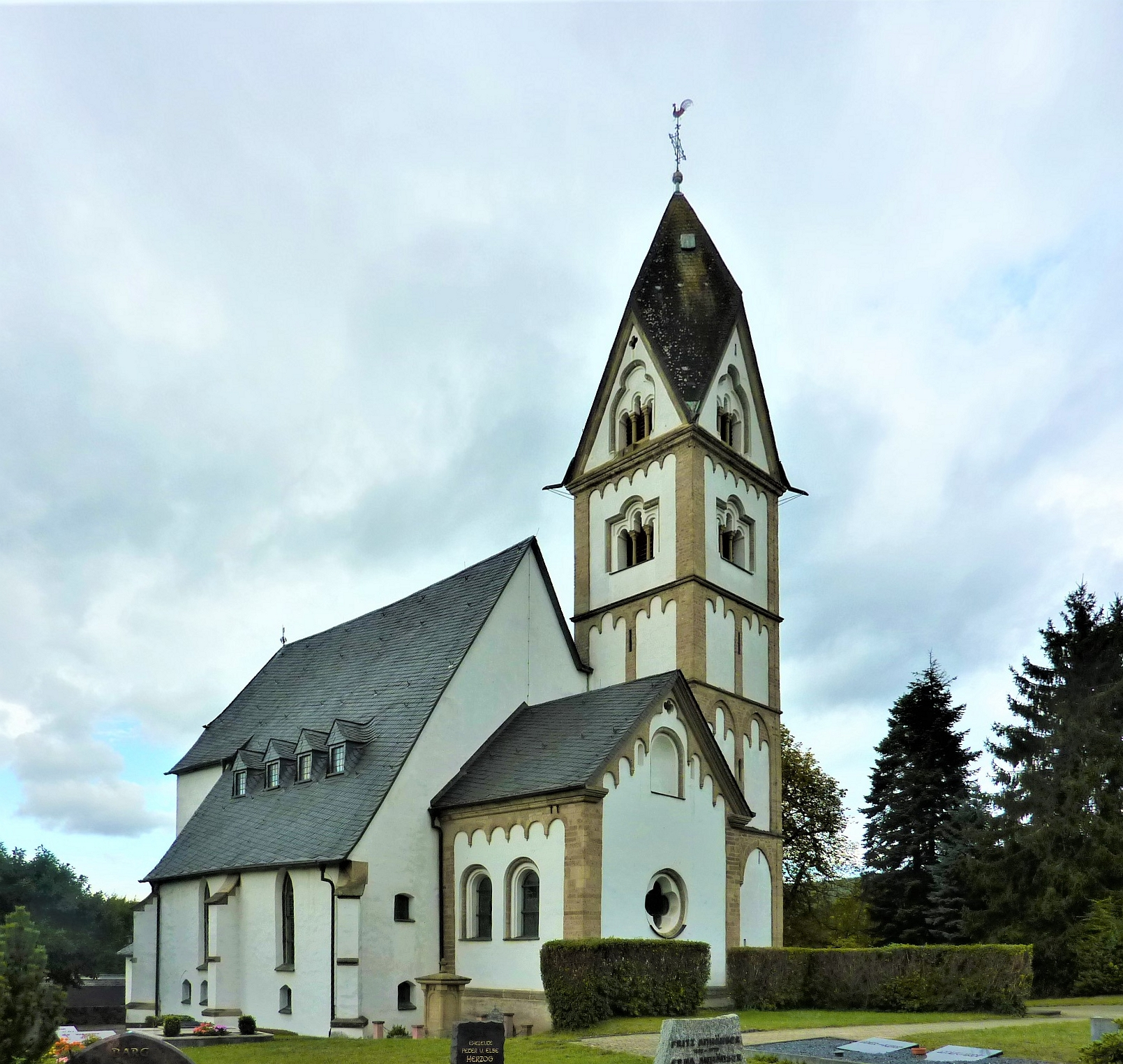
Evangelische Kirche in Niederbieber

Die Evangelische Kirche ist eine Pfarrkirche in Niederbieber, einem Stadtteil von Neuwied im rheinland-pfälzischen Landkreis Neuwied.

## Geschichte
Eine Kirche in Niederbieber wurde erstmals im Jahr 1204 genannt. Nach einer Ablassurkunde von 1347 war das Gotteshaus wahrscheinlich der heiligen Maria geweiht, zudem erfolgte 1401 die Erwähnung eines St. Katharinen-Altars in der Kirche.
Im Jahr 1278 einigte sich Salentin von Isenburg mit der Witwe Ysalda des Bruno von Braunsberg, dass dieser und ihren Kindern Kirchengift und Patronatsrecht in Niederbieber zustehen solle. Als Trierer Lehen besaß 1328 Wilhelm von Braunsberg und spätestens seit 1340 der Graf von Wied das Patronat der Kirche. Nach Einführung der Reformation fand die erste evangelische Kirchenvisitation 1556 statt.
Älteste Teile der heutigen Kirche sind der quadratisch schließende Chor und der reich gegliederte nördliche vierstöckige Flankenturm aus der ersten Hälfte des 13. Jahrhunderts. Das romanische Langhaus wurde zum Ende des 15. Jahrhunderts durch einen dreischiffigen Neubau ersetzt. Dem Haus Wied diente die Kirche von 1450 bis 1580 als Grablege. Der 1552 gestorbene Erzbischof von Köln, Hermann V. von Wied, ist unter dem Altar bestattet. 1825 gelangte aus dem Kloster Rommersdorf die Urne des Erzbischofs Salentin von Isenburg in die Kirche.